# Atractus insipidus
Espèce
Statut de conservation UICN

 DD  : Données insuffisantes
Atractus insipidus  est une espèce de serpents de la famille des Dipsadidae.

## Répartition
Cette espèce se rencontre dans le Sud du Venezuela et dans le Nord du Brésil.

## Publication originale
- Roze, 1961 : El genero Atractus (Serpentes : Colubridae) en Venezuela. Acta Biologica Venezuelica, vol. 3, no 7, p. 103-119.